# Fontanelle
Fontanelle là một đô thị ở tỉnh Treviso trong vùng Veneto, có cự ly khoảng 45 km về phía bắc của Venice và khoảng 25 km về phía đông bắc của Treviso. Tại thời điểm ngày 31 tháng 12 năm 2004, đô thị này có dân số 5.634 người và diện tích là 35,5 km².
Đô thị Fontanelle có các frazioni (các đơn vị trực thuộc, chủ yếu là các làng) Fontanellette, Lutrano, Vallonto, và Santa Maria del Palù.
Fontanelle giáp các đô thị: Codognè, Gaiarine, Mansuè, Oderzo, Ormelle, San Polo di Piave, Vazzola.